# Sniper Elite: Nazi Zombie Army 2
Sniper Elite: Nazi Zombie Army 2 — компьютерная игра, разработанная в 2013 году компанией Rebellion Developments для Windows. Игра представляет собой кооперативный шутер с видом от третьего лица. Главный герой сражается с ожившими зомби-нацистами в разрушенном Берлине в апреле—мае 1945 года.

## Сюжет
Игра начинается сразу же после событий предыдущей части. Главные герои, Карл Фейрберн и его товарищи, смогли покинуть Берлин и пытаются выбраться из страны. Тем временем, Адольф Гитлер, осаждённый в своём бункере нежитью, которую сам же и призвал, понимает, что его План Z провалился из-за того, что он владел всего лишь одной частью реликвии Сагармата. Четвёрке снайперов отдаётся новый приказ — вернуться в Берлин и захватить все части реликвии, дабы не допустить распространение нежити за пределы Германии.

## Игровой процесс
Игровой процесс практически не изменился по сравнению с Sniper Elite: Nazi Zombie Army. Игрокам предстоит пройти пять миссий кампании (в одиночку или в кооперативном режиме).
Как и в предыдущих частях серии Sniper Elite, при стрельбе учитываются многие реалистичные параметры, такие, как вес пули, направление\сила ветра и т. д. В игре есть система X-Ray, которая при особенных попаданиях показывает, как пуля проходит тело, как будто тело просвечивается рентгеном.

## Оценки
| Сводный рейтинг       | Сводный рейтинг |
| Агрегатор             | Оценка          |
| --------------------- | --------------- |
| Metacritic            | 53/100          |
| Русскоязычные издания |                 |
| Издание               | Оценка          |
| Riot Pixels           | 38 %            |

Игра получила низкие оценки, рейтинг игры на агрегаторе Metacritic составляет 53 % (на основе 10 обзоров). Рецензент портала Riot Pixels высказал недоумение игрой, которая не может предложить игрокам ничего нового в плане игрового процесса, сравнив её с простым набором из пяти карт для Nazi Zombie Army вместо полноценной игры.
Летом 2018 года, благодаря уязвимости в защите Steam Web API, стало известно, что точное количество пользователей сервиса Steam, которые играли в игру хотя бы один раз, составляет 485 909 человек.